# موسی کاظم
موسی کاظم بن جعفر بن محمد بن علی هاشمی قریشی ((به عربی: مُوْسَى الكَاظِمُ بْنُ جَعْفَرٍ بْنُ مُحَمَّدٍ بْنُ عَلِيٍّ الهَاشِمِيُّ القُرَشِيُّ)؛ ۱۲۷ یا ۷ صفر ۱۲۸ هجری قمری / سپتامبر یا ۸ نوامبر ۷۴۵ میلادی – ۲۵ رجب ۱۸۳ هجری قمری / ۱ سپتامبر ۷۹۹ میلادی) فرزندِ جعفر صادق و حُمَیْده و از نسل محمد، پیامبر اسلام، است. او امام هفتم شیعیان دوازده‌امامی بعد از پدرش جعفر صادق و پیش از پسرش علی بن موسی الرضاست. او ملقّب به کاظِم و بابُ‌الْحَوائِج است. در ایران اغلب موسی کاظم یا به‌طور ساده کاظم خوانده می‌شود. کنیه‌اش ابوابراهیم و ابوالحسن است.
او بیست سالِ اولِ زندگیَش را تحت حمایت پدرش گذراند. این دوران مصادف با کشمکش میان عباسیان و امویان بود. ده سال مانده به پایانِ حکومتِ مَنصورِ عباسی، پدرش از دنیا رفت یا مسموم شد. درگذشت جعفر صادق و شروعِ امامتِ موسی کاظم، در دوران حکومت منصور عباسی بود. پس از امام جعفر صادق، عده‌ای به امامتِ فرزندِ دیگرش اسماعیل معتقد شدند و فرقهٔ اسماعیلیه را شکل دادند. با این وجود امامتِ موسی کاظم طرفداران زیادی داشت و هم‌زمان با خلافتِ منصور، مهدی، هادی و هارون‌الرشید ادامه پیدا کرد. در این دوران، موسی کاظم، همچون امامانِ پیشین، با مبارزهٔ منفی و رعایت تَقیّه، سعی داشت از درگیریِ مستقیم با حاکمانِ وقت خودداری کند. بااین‌وجود، نهضتی علمی که با اقداماتِ محمد باقر و جعفر صادق اوج گرفته بود، به ائمهٔ شیعه، موقعیت ویژه‌ای در جامعهٔ اسلامی داده بود؛ که این خود نگرانیِ خلفای عباسی را برانگیخته بود. قیام‌های پراکندهٔ علویان در جای‌جای سرزمین‌های اسلامی، زمینهٔ سوءظنِّ بیشترِ خلفا را فراهم کرد تا جایی که موسی کاظم چند بار توسط مهدی عباسی و هارون راهیِ زندان شد.
اولین دورهٔ زندان موسی کاظم را مربوط به دوران حکومتِ ده سالهٔ مهدی عباسی می‌دانند. دوران یک سالهٔ حکومت هادی عباسی هم توأم با تنش بود. هادی که قیام فخّ را به تحریک موسی کاظم می‌دانست، قسم خورد او را زنده نخواهد گذاشت، اما خود به‌زودی درگذشت. موسی کاظم در دورانِ هارون، دو بار راهی زندان شد. تاریخ فَخری آن را نتیجهٔ سعایتِ برخی خویشاوندان کاظم می‌داند که به او حسادت می‌کردند. منابع شیعه از جمله شیخ مفید، شیخ صدوق و ابوالفرج اصفهانی، آن را نتیجه توطئهٔ برمکیان می‌دانند که از نفوذِ موسی کاظم در اطرافیان هارون بیمناک بودند. این حبس که منجر به درگذشتِ وی شد، هارون را به‌عنوان متهم ردیفِ اول قرار داد. پس از درگذشتِ موسی کاظم، عده‌ای که درگذشتش را باور نداشتند، اعتقاد پیدا کردند که او در غیبت به‌سر می‌بَرد و به‌عنوان آخرین امام در وقتِ مقرر دوباره قیام خواهد کرد. این گروه واقفیه نام گرفتند.
اهل سنت به موسی کاظم به‌عنوان یک محدّثِ مورد وثوق احترام می‌گذارند. منابعِ روایی، بیشترین اتفاقات غیرعادی یا کرامات را مربوط به زندگی موسی کاظم می‌دانند. افزون‌بر این‌ها، آزادیِ وی از بندِ هارون را هم معجزه‌گونه می‌دانند. کرامات دیگری از جمله حرف زدن در گهواره، صحبت با حیوانات و پرندگان، اطلاع از مکنونات قلبیِ دیگران، پیش‌بینی برخی اتفاقاتِ آینده، از جمله زمان دقیقِ مرگ خودش، را به او نسبت می‌دهند. بااین‌وجود، موسی کاظم، بیشتر به خاطر بخشندگی و گذشت و فروبردنِ خشمش معروف بوده و بدین دلیل «کاظم» لقب گرفته‌است. به‌نقل از ابن خلکان، هرکس از موسی کاظم بدگویی می‌کرد، هدیه‌ای برایش می‌فرستاد. شقیق بلخی و برخی صوفیه موسی کاظم را از ابدال و ولی‌الله می‌دانستند. پرسش و پاسخ وی با ابوحنیفه در باب جبر و اختیار — در حالی که کودکی بیش نبود — را از دیگر اتفاقات نادرِ زندگی او می‌دانند. فرزندان زیادی را برای موسی کاظم نام می‌برند که معروف‌ترین آنان، علی بن موسی الرضا، امام هشتم شیعیان دوازده‌امامی، فاطمه معصومه، احمد بن موسی الکاظم (شاهچراغ) ،عبدالله عَوْکَلانی و صالح بن موسَی الْکاظم می‌باشند. بیشترین ساداتِ ایران از فرزندانِ موسی کاظم هستند و به ساداتِ «موسوی» مشهورند.

## تبار
پدرش ابوعبدالله جعفر بن محمّد صادق، امام ششمِ شیعیان دوازده‌امامی، مذهب جعفری و از نسل علی بن ابی‌طالب و محمد و از قبیلهٔ بنی‌هاشم است. او بیشترین سالِ عمر را در میان یازده امامِ نخستِ شیعیانِ دوازده‌امامی داشته‌است.
نام مادرِ موسی کاظم، اُمِّ وَلَدی به‌نام حُمَیدَه بوده که به «حُمَیْدَةُ الْمُصَفّاة» (تطهیرشده) و «حمیده بَربَریّه» شناخته می‌شده‌است. در تَذکِرَةُ الْاَئِمَّة او دارای اصالتِ اَندِلُسی و فرزندِ صاعِدِ بربری دانسته شده‌است. او در مدینه به‌عنوان کنیز وارد خانهٔ محمد باقر شد و سپس به همسریِ پسرش، جعفر صادق درآمد. جعفر صادق او را آزاد، و به‌مانند یک عالمِ دینی او را تربیت، و سپس با او ازدواج کرد. حمیده برای جعفر صادق دو پسر به نام‌های موسی کاظم و محمد دیباج به‌دنیا آورد. جعفر صادق، زنانِ مسلمان را برای آموختنِ عقیده‌هایِ اسلامی نزد حمیده می‌فرستاد و دربارهٔ او گفته که حمیده مانند طلای ناب از هر ناخالصی، پاک است.

## نام و القاب

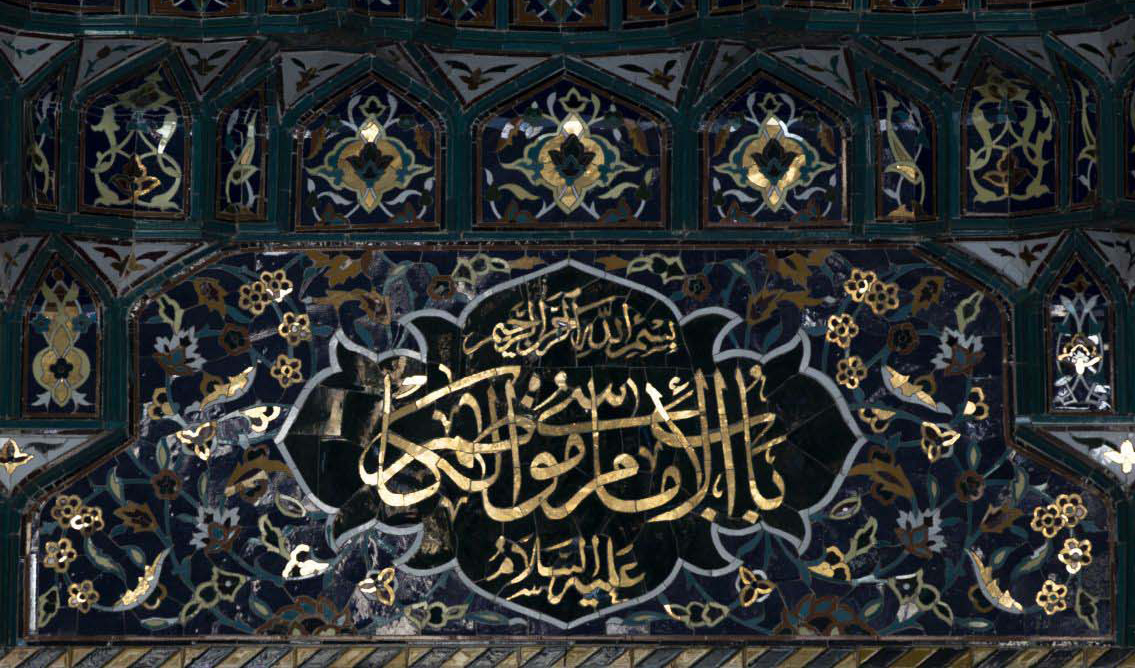
کتیبه‌ای حاویِ عنوان «باب الإمام موسی الکاظم» بر دیوارهای ایوانِ حرم امام حسین در کربلا

نام وی موسی گزارش شده‌است. از القابِ مشهورش می‌توان به کاظِم، صابِر، صالِح، عَبدُ الصّالِح، قائِم، نَفْسِ زَکیّه، وَفی (وفادار)، امین و بابُ الْحَوائِج اشاره کرد. دربارهٔ وجهِ تسمیهٔ «عبد صالح»، از یحیَی بن حسن بن جعفر، نسب‌شناسِ مشهور، نقل شده‌است که به‌خاطر عبادت و اجتهادش، «عبد صالح» نامیده می‌شد. موسی به‌خاطر صبرِ زیاد و فروخوردنِ خشمش، و مهربانی و بخشندگی نسبت به بدی‌کنندگان بدو، کاظِم لقب گرفته‌است. به‌نوشتهٔ ابن خَلِّکان، وقتی کسی از او بدگویی می‌کرد هدیه‌ای برایش می‌فرستاد.
برای وی کنیه‌هایی چون ابوعلی، ابوابراهیم، ابواسماعیل و ابوالحسن، ذکر شده‌است. و برای اینکه با فرزندانش علیِّ بن موسَی الرِّضا و علیّ النَّقی که آنان هم «ابوالحسن» نامیده می‌شدند، اشتباه نشود او را «ابوالحسن اول» خطاب می‌کردند. نقشِ انگشتریَش «پادشاهی تنها از آنِ خداست» بوده‌است.

## سرگذشت

### تولد و کودکی تا وفات جعفر صادق
در راه بازگشت از مکه و مراسم حج به مدینه، کاروانِ جعفر صادق در اَبْواء توقف کرد. در همین اتراق بود که حمیده وضع حمل کرد و موسی کاظم به‌دنیا آمد. به‌نوشتهٔ بیشتر منابع، تولد موسی در سال ۱۲۸ ه‍.ق بوده‌است. به‌نوشتهٔ رسول جعفریان ماهِ تولدش در هیچ منبعی نیامده است. ایتان کُلبِرگ در دانشنامهٔ اسلام، تاریخ ذیحجهٔ ۱۲۷ و ۷ صفر ۱۲۸ ه‍.ق را ذکر می‌کند. او در دوران کشمکش میان عباسیان و امویان به‌دنیا آمد؛ چهار سال داشت که سَفّاح، معروف به «خونریز»، به‌عنوان اولین خلیفهٔ عباسی، روی کار آمد. کاظم در خانوادهٔ پرجمعیتی با نُه خواهر و شش برادر زندگی می‌کرد. او بیست سالِ اولِ زندگیَش را تحت حمایت پدرش گذراند. ده سال مانده به پایانِ حکومتِ مَنصورِ عباسی، پدرش از دنیا رفت یا مسموم شد.
بر مبنای گزارشی که ناصر لِلْحَقِّ اُطرُوش، از علمای زیدیه، آن را ثبت کرده‌است، گفته می‌شود کاظمِ جوان یکی از مشارکت‌کنندگانِ قیام محمد بن عبدالله علیه عباسیان بوده‌است. این گزارش با گزارشِ رسول جعفریان، مورخ شیعی، چندان هم‌خوانی ندارد آنجا که می‌گوید پدر موسی کاظم — جعفر صادق — با قیامِ نَفْسِ زَکیّه مخالفت کرد و حتی در زمان قیام در سال ۱۴۵ ه‍.ق از مدینه خارج شد و در منطقهٔ فُرع، میان مکه و مدینه اقامت گزید و بعد از پایان ماجرا به مدینه برگشت.
پس از اینکه خبر مسمومیت و درگذشتِ جعفر صادق به گوشِ منصور رسید، به والیِ مدینه نوشت که به‌بهانهٔ تسلیت به خانهٔ جعفر صادق برود تا به‌قول سید محمد حسین طباطبایی وصیت‌نامهٔ جعفر صادق را خواسته و بخواند و کسی را که وَصیِّ او معرفی شده، همان‌جا گردن بزند و البته مقصودِ منصور از این دستور این بود که امامت را خاتمه دهد و تشیع را به‌کلی از میان ببرد. حاکم مدینه در وصیت‌نامه دید که جعفر صادق پنج نفر را به‌جای یک نفر برای جانشینی تعیین کرده‌است: خودِ خلیفه، والیِ مدینه، عبدالله اَفطَح — فرزند بزرگ جعفر صادق —، موسی کاظم — فرزند کوچک جعفر صادق — و حمیده — همسرِ جعفر صادق. بدین‌ترتیب تدبیرِ منصور برای خاتمهٔ امامت بی‌نتیجه ماند. در روایتی که رسول جعفریان به آن استناد جسته، از سه جانشین نام برده شده‌است: کاظم و عبدالله افطح و منصور عباسی.

### برخورد با خلفای عباسی
به‌نوشتهٔ رسول جعفریان، حُکّامِ عباسی تا مدتی رفتارِ نرمی با علویان داشتند. اما بعد از استقرارِ حکومت‌شان و هم‌زمان با قیام‌های پراکندهٔ علویان در گوشه‌وکنارِ سرزمین‌های خلافت اسلامی، بر سخت‌گیری و خفقان افزودند. تا جایی‌که حتی نزدیک‌ترین سرداران‌شان مانند عبدالله بن علی، ابومسلم خراسانی و ابوسلمه را تحمل نکردند. به‌عقیدهٔ جعفریان، فشارِ عباسیان به‌طور ویژه زمانی بیشتر شد که جنبشِ علمیِ راه‌اندازی‌شده از سوی امامانِ پیشین، به کاظم موقعیتِ ویژه‌ای برای رهبریِ جامعهٔ اسلامی داده بود. ده سال نخست امامت کاظم، از سال ۱۴۸ تا سال ۱۵۸ ه‍. ق، مصادف با حکومت منصور بود. بعد از آن تا سال ۱۶۹ ه‍.ق مهدی عباسی، و سپس یک سال هادی عباسی، و سپس هارون به حکومت رسیدند. کاظم در سال ۱۸۳ ه‍. ق، در دوران خلافتِ هارون از دنیا رفت. از قیام‌های این دوران، می‌توان به قیام حسین بن علی یا شهید فَخّ در دورانِ حکومت هادی عباسی اشاره کرد. بعد از آن یحیی و ادریس، فرزندان عبدالله بودند که در زمان هارون دست به قیام زدند. بدین دلیل، طبیعی بود خلفای عباسی، علویان را رقیبِ سیاسیِ خود بینند و بر آنان سخت گیرند. در این میان روش مبارزاتیِ کاظم که نوعی مبارزهٔ منفی بود، از خلال تَقیّه — به‌عنوان یک ترفندِ ضداطلاعاتی — به‌سختی قابل تشخیص بود.
روش مبارزهٔ کاظم با حکومت عباسی، گرچه شامل نقشه‌های براندازانه نمی‌شد، اما او از هر فرصتی برای به‌چالش کشیدنِ مشروعیتِ این حکومت استفاده می‌کرد؛ به‌عنوان نمونه از مبارزهٔ کاظم با علمای درآمده به خدمتِ دستگاهِ خلافت یاد می‌شود. نیز انتقادِ او از یکی از شیعیانش به‌نام صَفْوان بن مَهران جَمّال که عادت داشت شترهایش را به هارون اجاره دهد. کاظم این عملِ صفوان را ناپسند می‌دانست بدین دلیل که صفوان دست‌کم تا وقتی شترهایش را پس بگیرد، در دلْ خواهانِ سلامتیِ هارون است؛ و به‌عقیدهٔ کاظم «هر کس بخواهد آنان زنده بمانند، در صفِ آنان قرار می‌گیرد.» گفته می‌شود صفوان پس از آن، همه شترهایش را فروخت.
با این وجود، روشِ کاظم همیشه شامل دوری‌گزینی از حاکمیت نمی‌شد. به‌عنوان نمونه از برخوردِ کاظم با علی بن یَقطین، یکی دیگر از شیعیانش، یاد می‌شود که کاظم به او توصیه کرد در دربارِ مهدی و هارون بماند بدین خاطر که «خدا را دوستانی در صفوفِ دوستانِ ستمکاران هست که به‌وسیلهٔ آنان از دوستانش دفعِ شرّ می‌کند.» بدین ترتیب، کاظم عده‌ای از اصحابش را که با کار در دستگاه خلافت، می‌توانستند باری را از روی دوش شیعیان بردارند، به این کار تشویق می‌کرد.

#### منصور عباسی
گفته می‌شود موسی کاظم در دوران منصور از امور سیاسی کناره می‌گرفت و در جنبش‌های علویان شرکت نداشت، ازاین‌رو آزاری از جانبِ خلیفه متوجهِ او نبود. در یک مورد، منصور از کاظم درخواست کرد در مجلسی بنشیند و از طرف او هدایای نوروزی ایرانیان را دریافت کند. کاظم به‌بهانهٔ اینکه چنین رسمی در اسلام نیامده است، سعی داشت از زیر بارِ این فرمان شانه خالی کند اما منصور کوتاه نیامد و او را مجبور به این کار کرد.
بنابر روایتی که قرشی از مَناقِب و بِحارُالْاَنوار نقل کرده‌است، یکی از هدیه‌هایی که در این روز به کاظم تقدیم شد، شعری بود که در مصیبتِ حسین بن علی سروده شده بود و توسط پیرمردی فقیر خوانده شد. وقتی منصور هدایای جمع‌شده را به کاظم بخشید، او همهٔ آن‌ها را به پیرمردِ فقیر تقدیم کرد.

#### مهدی عباسی و اولین حبس
به‌نوشته ایتان کُلبِرگ، کاظم در قبالِ حکومت عباسی، سیاستِ سکوت را پیش گرفته بود و همانند پدرش، صادق، وقتش را به مراقبه و نیایش و تعلیمِ نظریهٔ شیعه به شاگردانش اختصاص داده بود. بااین‌حال از آزار حکومت مصون نماند. کاظم به‌دستور مهدی، خلیفهٔ عباسی، دستگیر و به بغداد منتقل شد و در آنجا تحویل مُسَیِّب بن زُهَیْر ضَبّی شد. مسیّب متأثر از کاظم، از پیروان او شد. تاریخ این بازداشت به‌عقیده کلبرگ نمی‌تواند میان سال‌های ۱۶۳ تا ۱۶۶ ه‍.ق باشد چون مسیب در آن زمان حاکمِ خراسان بوده‌است. دلیل این بازداشت، شاید بدگمانیِ خلیفه نسبت به بذل و بخشش‌های فراوانِ کاظم بوده‌است و نیز ترس خلیفه از اینکه کاظم ثروتِ بسیاری در اختیار دارد و از آن برای سازماندهی و تقویتِ شیعیان استفاده می‌کند. به‌نوشتهٔ ابن خلّکان، پس از این واقعه، خلیفه در خواب علی بن ابی‌طالب را دید که آیه‌ای از قرآن را می‌خوانده‌است: «چه بسا چون دست یابید، در این سرزمین فتنه و فساد کنید و پیوند خویشاوندان‌تان را بگسلید.» ابن خلکان از قولِ رَبیع بن یونس، حاجبِ خلیفه، گزارش می‌دهد که خلیفه نیمه‌شب او را احضار کرد. وقتی به قصر رفت او را تنها و وحشت‌زده یافت درحالی‌که این آیه را با خود تکرار می‌کرد. سپس دستور داد کاظم را آزاد کنند و به نزدش بیاورند و پس از اینکه از او قول گرفت علیه او اقدامی نکند، او را آزاد کرد. ربیع از بیم اینکه مبادا مانعی پیش آید، همان شب ترتیبِ بازگشتِ کاظم به مدینه را داد. به‌نوشتهٔ جعفریان، کاظم از مهدی عباسی که ادعای عدالت‌خواهی داشت، خواست فَدَک را که به‌ستم از اهل بیت گرفته شده بود، بدو بازگردانند اما خلیفه این درخواست را اجابت نکرد. به‌عقیدهٔ جعفریان دادنِ فدک به کاظم می‌توانست به‌معنای مخدوش کردنِ عملِ خلفای پیشین باشد و افزون‌بر این، امکاناتِ مالیِ بسیاری در اختیار کاظم قرار می‌داد که می‌توانست برای حکومت خطرناک باشد، ازاین‌رو خلیفه از اجابتِ این خواسته امتناع کرد.

#### هادی عباسی
پس از مهدی عباسی، فرزندش هادی در سال ۱۶۹ ه‍.ق به خلافت رسید. در دوران یک سالهٔ خلافت هادی، حسین بن علی معروف به «شهیدِ فَخّ» سر به قیام گذاشت. این قیام شکست خورد و شهید فخّ کشته شد. به‌رغم عدم حمایتِ کاظم از این قیام و حتی هشدارش به شهید فخ دربارهٔ کشته‌شدنش به‌دست هادی، اما هادی، کاظم را مسئول این قیام می‌دانست و قسم یاد کرد که او را خواهد کُشت. قاضی ابویوسف برای آرام کردنِ خلیفه به او گفت نه موسی کاظم، نه هیچ‌یک از این خانواده، اعتقاد به قیام ندارند. به‌نقل از مناقب، وقتی خبرِ این تصمیمِ هادی به گوش کاظم رسید، خلیفه را نفرین کرد. چندی بعدی خبرِ مرگ هادی به مدینه رسید. گفته می‌شود در قیامِ فخ، اکثر علویان شرکت داشتند به‌جز موسی کاظم که از ابتدا با آن مخالف بود. پس از کشته‌شدنِ فخ، کاظم دربارهٔ وی گفت که مسلمانِ صالحی بود درحالی‌که به عبادتِ پروردگارش و امر به معروف قیام می‌کرد، عمرِ خود را به‌پایان برد.

#### هارون الرشید و حبس دوباره کاظم
هارون را از لحاظ سخت‌گیری نسبت به علویان، هم‌سنگِ مُتَوَکِّل می‌دانند. بااین‌حال رفتارِ هارون در ابتدا با کاظم نرم‌تر بود. رفتار متقابلِ کاظم با هارون همراه با تقیّه بود. بنابر روایتی که شیخ صَدوق، مُحَدِّثِ شیعه، نقل کرده‌است، موسی کاظم در پاسخ به شخصی که از طرف هارون مأمور به دعوتِ کاظم نزد خلیفه بود، گفت «اگر خبری از جدّم نشنیده بودم که اطاعت از سلطان برای تقیّه واجب است، هرگز پیش او نمی‌آمدم.» همچنین نقل شده‌است کاظم دربارهٔ هدایایی که هارون بدو داده بود، گفت: «به‌خدا قسم اگر من در فکر تزویج عَذَب‌های آل ابی‌طالب نبودم تا نسل او برای همیشه قطع نشود، هرگز این هدایا را نمی‌پذیرفتم.»
با وجود نوازش‌های اولیهٔ هارون، موسی کاظم در دوران این خلیفه دو بار راهیِ زندان شد که بار دوم از سال ۱۷۹ تا ۱۸۳ ه‍.ق به‌طول انجامید و منجر به درگذشتش شد. دربارهٔ طول مدت حبسِ اول، گزارش دقیقی در دست نیست اما ظاهراً در پی مناظره‌ای بوده‌است که با هارون انجام شده‌است. در نتیجهٔ آن، ابتدا موسی کاظم را از مدینه (محل مناظره) تحت‌الحفظ به بصره بردند و پس از یک سال زندانی بودن در بصره، به‌دستور هارون و خواستهٔ حاکم بصره — که نمی‌خواست از دستورِ هارون مبنی بر قتلِ کاظم اطاعت کند — به بغداد و خانهٔ فَضْل بن رَبیع منتقل شد.
دربارهٔ ماجرای آزادی کاظم از حبس، مسعودی و ابن خلکان از قول عبدالله بن مالک خُزاعی، رئیس نگهبانان قصر هارون، نقل کرده‌اند که هارون، خزاعی را در ساعتی از شب که سابقه نداشته، احضار کرده‌است و از او خواسته موسی کاظم را آزاد کند و دلیلِ این تصمیم را خوابی ذکر کرده که در آن یک حَبَشیِ نیزه‌به‌دست، او را تهدید کرده‌است که در صورت امتناع از آزادیِ موسی کاظم او را خواهد کشت. بنابر این گزارش خزاعی همان وقت برای اجرای دستورِ هارون به زندان رفته و از قول موسی کاظم شنیده‌است که جدّش، پیامبر در خواب به او مژدهٔ آزادی داده‌است.

#### هارون الرشید و حبس نهایی
به‌نقل از تاریخ فخری، دلیلِ حبسِ نهایی موسی کاظم این بود که چند تن از خویشاوندانش که به او حسادت می‌کردند، خبرهای دروغ نزد هارون می‌آوردند مبنی بر اینکه مردم، موسی کاظم را امام دانسته، حَقِّ خُمسِ خود را به او پرداخت می‌کنند، و اینکه موسی کاظم قصدِ قیام دارد. این گزارش‌ها آن‌قدر تکرار شد که خلیفه را نگران کرد. در آن سال، هارون به سفرِ حَجّ رفت. در مسیرِ سفر، وقتی به مدینه رسید، موسی کاظم را دستگیر کرد و با خود به بغداد آورد و در زندانی تحت حراستِ سِنْدی بنِ شاهِک در حبس قرار داد.
افزون‌بر سعایتِ خویشانِ موسی کاظم، دلایل دیگری نیز برای حبس نهاییِ کاظم ذکر می‌کنند. بنابر روایتی که از قولِ یونُس بن عبدُالرَّحمٰن در رجالِ کَشّی نقل شده‌است، یَحیَی بن خالِد بَرمَکی، که از دوستی هُشام بن حَکَم، مُتَکَلِّم شیعه، با هارون راضی نبود، سعی داشت خلیفه را علیه او تحریک کند. برای همین به خلیفه گفت هشام بن حکم عقیده دارد خداوند امام دیگری جز تو در روی زمین دارد که طاعتش واجب است و اگر او را امر به قیام کند، اطاعت می‌کند. یحیی برای ثابت کردنِ این اتهام، مجلسی از متکلّمان با موضوعِ امامت برپا کرد و هارون را در پسِ پرده نشاند تا حرف‌های هشام را بشنود. هارون وقتی از مُفتَرَضُ‌الطّاعه بودنِ امام شنید، بر کاظم خشم گرفت و او را زندانی کرد. بنابر روایتِ مشابهی که شیخ مفید، ابوالْفَرَج اصفهانی و شیخ صدوق، به‌گونهٔ دیگری نقل کرده‌اند، یحیی برمکی از کار هارون مبنی بر سپردنِ فرزندِ خود برای تربیت به جعفر بن محمد بن اشعث — از شیعیان کاظم — ناراحت بود. ازاین‌رو دست به اقداماتی زد که منجر به دستگیریِ کاظم شد. بنابر روایت دیگری، محمد بن اسماعیل، برادرزادهٔ کاظم، به هارون نوشت که تاکنون نشنیده بودم در روی زمین دو خلیفه باشد که خراج نزد آنان برده شود.
پس از آن بود که هارون در مسیرِ سفر حج، به مدینه رفت و رو به قبرِ پیامبر گفت: «ای رسول خدا! من از آنچه می‌خواهم انجام دهم عذر می‌خواهم. می‌خواهم موسی بن جعفر را دستگیر کرده، به زندان بیندازم، زیرا او می‌خواهد میان امّتِ تو اختلاف اندازد و خون آنان را بریزد.» به‌نوشتهٔ جعفریان این ظاهرسازیِ هارون برای آن بود که خلیفه از ارادتِ مردم به کاظم، به‌عنوان فرزند رسول خدا، اطلاع داشت و با این کار سعی کرد تا عملش را توجیه کند.
به‌نقل از اَلْاِرشاد، هارون در همان‌جا دستور دستگیری کاظم را صادر کرد. سپس برای مخفی داشتن محلِ حصر او، دو کاروان ترتیب داد. یکی به مقصد کوفه و دیگری به مقصد بصره فرستاد و کاظم را با یکی از آن‌ها راهی کرد. به‌نوشتهٔ ابوالفرج اصفهانی، کاظم ابتدا در بصره نزد عیسی بن جعفر بن منصور، حاکم بصره، زندانی بود اما عیسی از این کار خسته شد و از هارون خواست موسی را تحویل شخصی دیگری بدهد وگرنه او را آزاد خواهد کرد، چون شاهدی علیه او نیافته‌است. پس از آن بود که کاظم مدتی طولانی نزد فضل بن ربیع زندانی بود. پس از آنکه فضل بن ربیع از کشتنِ کاظم امتناع کرد، او را تحویل فضل بن یحیی برمکی دادند.

### کشته شدن

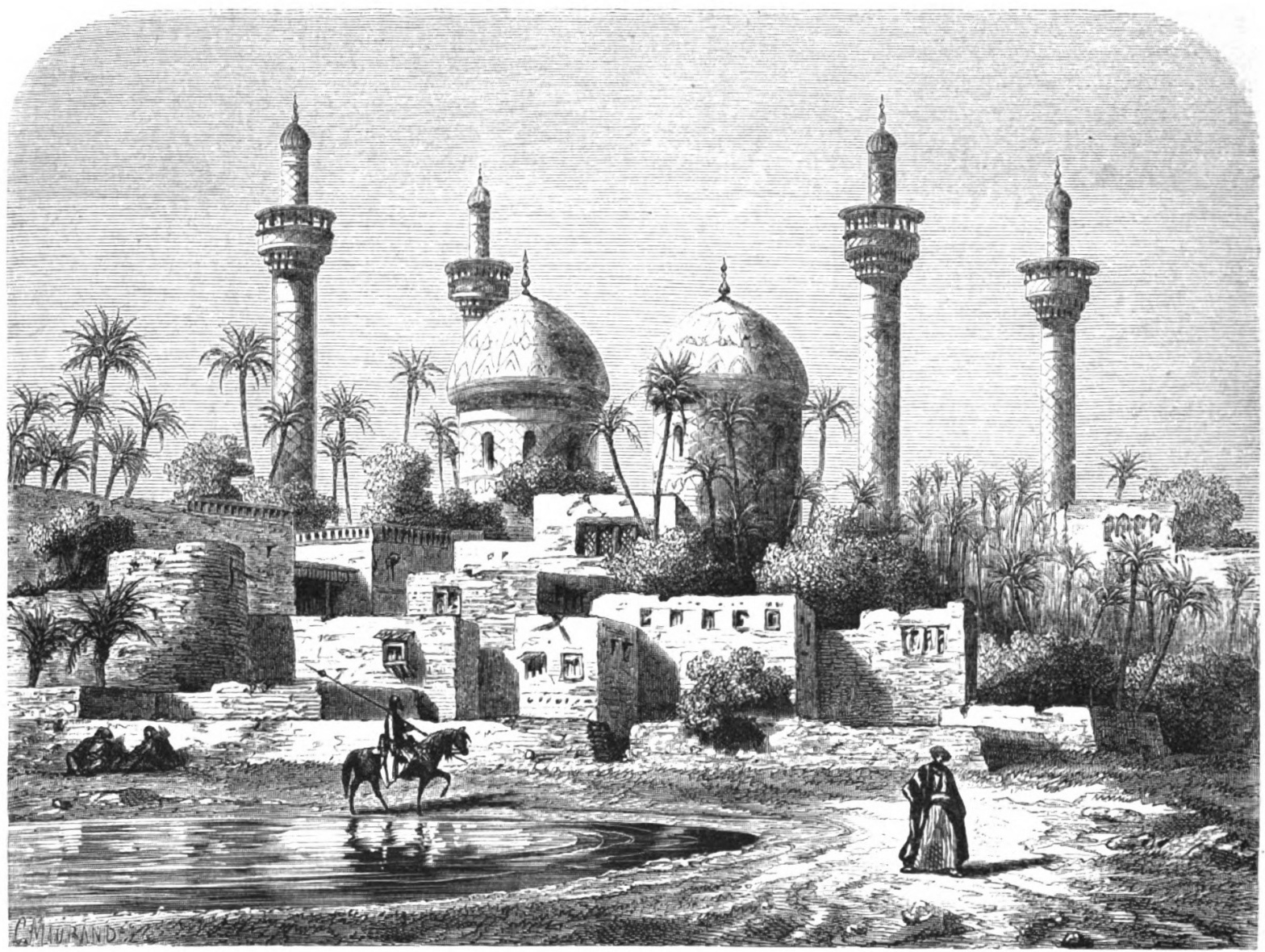
نقاشی از مقبرهٔ موسی کاظم در شهر کاظمین، عراق، متعلق به سال ۱۸۶۱ م

بنابر یکی از گزارش‌های تاریخی، فضل بن یحیی ظاهراً احترام زیادی برای کاظم قائل بوده‌است و شرایطِ راحتی در زندان را برایش فراهم کرده بود؛ این موضوع، خشم خلیفه را — که در آن زمان در رَقّه بود — برانگیخته و در نامه‌ای دستورِ قتل کاظم را صادر کرد. روایتی می‌گوید فضل از دستور هارون سرپیچی کرد، ازاین‌رو صد ضربه شلاق دریافت کرد و کاظم به سندی بن شاهک سپرده شد. بنابر این گزارش، عصبانیتِ هارون موجب شد پدرِ فضل، یحیی برمکی، به رقه نزد خلیفه برود تا او را آرام کند و بگوید حاضر است هرچه خلیفه دستور می‌دهد انجام دهد. هارون درخواستش مبنی بر کشتنِ کاظم را تکرار کرد. یحیی با دستور قتلِ کاظم نزد سندی بن شاهک برگشت و سندی او را با خرما مسموم کرد. روایت دیگری، خودِ فضل بن یحیی را مسئولِ مسمومیتِ کاظم معرفی می‌کند. روایت دیگری پیچیدن کاظم در فرش و فشار دادن او تا حدّ مرگ را علت درگذشتِ کاظم می‌دانند. به‌نوشتهٔ کلبرگ، طَبَری، مانند بیشتر نویسندگانِ اهل سنت، دربارهٔ درگذشت کاظم نظری نمی‌دهد که این معنی را می‌رساند که کاظم به مرگ طبیعی از دنیا رفته‌است؛ رویه‌ای که مورد علاقهٔ بعضی صاحبنظرانِ جدید هم بوده‌است.
کلبرگ از قول یکی از علمایِ اهل سنتِ بغداد نقل می‌کند که سندی بن شاهک پیش از مسموم کردنِ کاظم، هشتاد تن از بزرگانِ بغداد را نزد کاظم بُرد تا شایعاتِ مربوط به بدرفتاری با او را خنثی کند. بنابر این گزارش، کاظم گواهی داد که در شرایطِ راحتی به‌سر می‌بَرد اما هفت عدد خرمای مسموم به او داده شده‌است که از تأثیر آن، فردا رنگ چهره‌اش دگرگون خواهد شد و پس‌فردا از دنیا خواهد رفت. سندی بن شاهک با شنیدن این سخن، مانند برگِ خرما بر خود لرزیده‌است. پس از مسمومیت موسی کاظم، چند نفر به‌عنوان شاهد به کَرْخ، محل شیعه‌نشین بغداد، فرستاده شدند تا شهادت دهند که موسی کاظم بر اثر مرگِ طبیعی از دنیا رفته‌است. این گروه که از بنی‌هاشم و دیگر چهره‌های سرشناسِ بغداد بودند، بر پیکر موسی کاظم حاضر شدند تا بدنش را بررسی کنند و گواهِ این باشند که بر آن اثری از شکنجه و زخم نیست. تاریخ وفاتِ کاظم در مِصباحُ الْمُتَهَجِّد، ۲۵ رجب ۱۸۳ ه‍.ق ثبت شده‌است. اَلْکافی پنجم یا ششم رجب ۱۸۳ ه‍.ق را ذکر کرده‌است. عُیُونُ اَخبارَ الرِّضا هردو تاریخ را آورده‌است.

#### تشییع جنازه
در جریان تشییعِ پیکر کاظم، تابوتِ او بر روی پلی در بغداد قرار گرفت تا مردم به‌وضوح ببینند که از دنیا رفته‌است. ظاهراً این کار برای مقابله با گسترشِ عقیدهٔ مهدویت و اینکه کاظم، قائِمِ آلِ محمّد است، صورت گرفته‌است.
بر طبق روایتی که از اَلْفُصولُ الْمُهِمَّة نقل شده‌است سندی بن شاهک از سربازانش خواست در کوچه و خیابان فریاد زنند «این موسی بن جعفر است که رافضیان (شیعیان) می‌گویند نمی‌میرد. به او نگاه کنید و ببینید که مرده‌است.» بر مبنای روایتی که در منابعی چون بحارالانوار و عیون اخبار الرّضا ثبت شده‌است، سلیمان بن ابی‌جعفر، عموی هارون، با دیدن این اوضاع از پسران و غلامانش خواست تابوتِ موسی کاظم را از دستِ مأموران دولتی بگیرند و محترمانه به‌خاک سپارند. سلیمان دستور داد پیشاپیشِ تابوت فریاد بزنند «هرکس می‌خواهد بر جنازهٔ طیّب پسر طیّب حاضر شود، به تشییع جنازهٔ موسی بن جعفر بیاید.»

#### مدفن

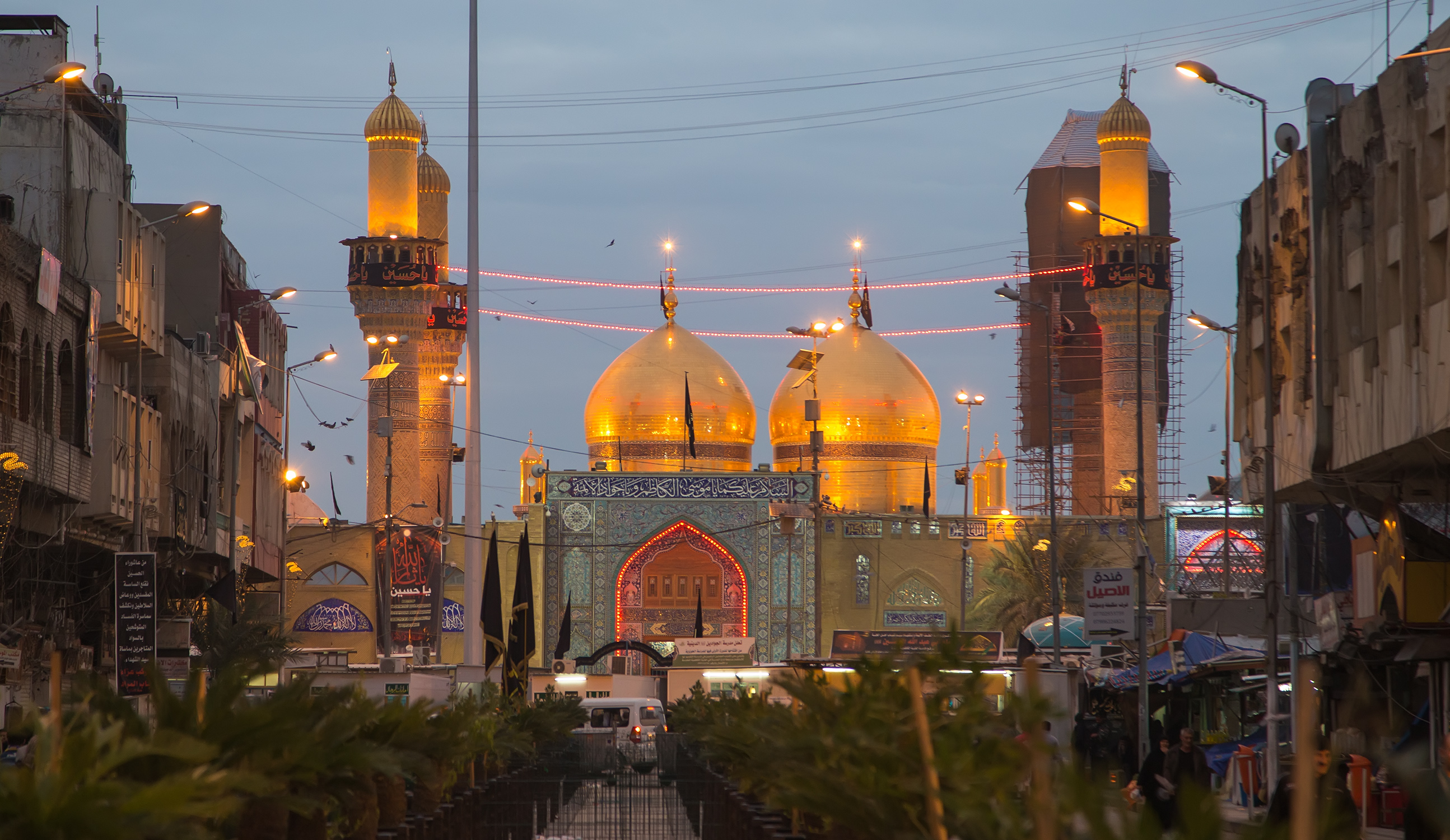
آرامگاه موسی کاظم در کنار محمد تقی در شهر کاظمین

پس از درگذشت موسی کاظم، پیکرش در قبرستانِ قریش در شمال‌غربی بغداد به‌خاک سپرده شد، جایی که بعدها به کاظمیه مشهور شد. در ابتدا زیارتِ کاظم خالی از خطر نبوده‌است. از علی بن موسی الرّضا روایت شده‌است که اگر به‌دلیل خطر، ورود به محلْ امکان نداشته باشد، زائران می‌توانند از پشتِ حجاب یا دیوار زیارت کنند. به‌تدریج این محل که محلِ دفنِ امام نهم شیعه، محمد تقی نیز هست، یکی از مهم‌ترین مراکزِ زیارتیِ عراق شد. در اوایل سدهٔ سیزدهم هجری قمری، مدرسهٔ علمیهٔ کاظمین در این مکان تأسیس شد.

## امامت
رسول جعفریان، مورخ شیعه، روایاتِ فراوانی از جعفر صادق مبنی بر تصریح به امامتِ کاظم پس از خودش نقل می‌کند؛ از جمله اخباری که مشخص می‌کند جعفر صادق سعی دارد با نشان دادنِ جنازهٔ اسماعیل، فرزند ارشدش — که در سال ۱۳۸ ه‍.ق درگذشت — شیعیان را از مرگِ وی مطمئن کند. در روایتی از جعفر صادق آمده امامت مقامی نیست که در اختیارِ او — صادق — باشد، بلکه در اختیارِ خداوند است و آن را به هر کدام از بندگانش که بخواهد و شایسته بداند، عطا می‌کند. در روایت دیگری با اشاره به علمِ امام، جعفر صادق از اصحابش می‌خواهد هرچه می‌خواهند از پسرش، کاظم بپرسند و او از جوابِ آن درمانده نخواهد شد.

### تفرقه
به‌نوشتهٔ جعفریان، شدت فشارِ سیاسیِ وارده بر صادق در سال‌های پایانیِ امامتش و خطری که از جانب حکومت، متوجه امام بعدی بود، صادق را واداشت تقیّه پیشه کند؛ یعنی به‌وضوح نامی از کاظم به‌عنوان امامِ بعدی نبرَد که این خود باعث سردرگمیِ بسیاری در میان جامعهٔ شیعه شد و زمینه را برای بهره‌برداریِ دیگر فرزندان صادق برای معرفی خویش به‌عنوان امام بعدی فراهم کرد.
مسئلهٔ جانشینی بعد از جعفر صادق، زمینهٔ گسست میان شیعیانِ امامیه را فراهم کرد. گروهِ کوچک‌تری معتقد بودند اسماعیل توسط پدرش به جانشینی انتخاب شده اما چون پیش از پدرش از دنیا رفته‌است، جانشینی به پسرش محمد بن اسماعیل و جانشینانش منتقل می‌شود. این گروه به اسماعیلیه معروف شدند. بعضی از اسماعیلیان معتقد شدند اسماعیل درواقع نمرده‌است، بلکه به‌عنوان مَهدی و مُنجیِ آخِرُالزَّمان ظهور خواهد کرد، و این درحالی است که به‌گفتهٔ سید محمد حسین طباطبایی، مرگ و تشییع جنازهٔ اسماعیل با حضورِ شاهدان بسیاری اتفاق افتاد. گروه کوچک‌تری هم بودند که معتقد شدند جعفر صادق، آخرین امام بوده و امامت با او به پایان رسیده‌است. چهارمین گروه که سومین پسر صادق، موسی کاظم را امامِ بعدی می‌دانند، به‌نام شیعهٔ جعفری یا شیعه دوازده‌امامی معروف شدند. این گروه اکثریتِ شیعه را تشکیل می‌دهند. گروه پنجم، پسرِ دیگرِ جعفر صادق، یعنی عبدالله افطح را — که پس از مرگ اسماعیل، فرزند ارشد به‌شمار می‌آمد — به‌عنوان امام پذیرفتند، اما عبدالله نیز هفتاد روز پس از درگذشت پدرش بی فرزند از دنیا رفت. پیروانِ عبدالله افطح که تا اواخر سدهٔ سوم هجری قمری در میان شیعیان وجود داشتند، فَطحیّه نام گرفتند. تفاوت آن‌ها با جریان اصلیِ شیعه در این بود که آن‌ها عبدالله افطح را به‌عنوان امام در بین جعفر صادق و موسی کاظم می‌گنجاندند. نوبختی به انشعابِ شیعه به شش فرقه پس از صادق تصریح دارد؛ که افزون بر این دسته‌ها، گروه دیگری را نام می‌برد دستهٔ که به امامت محمد بن جعفر معروف به دیباج قائل بودند. به‌نوشتهٔ جعفریان، بیشتر علما و بزرگانِ شیعه مانند هُشام بن سالم، عبدالله بن ابی‌یَعفور، عمر بن یزید بَیّاع سابِری، محمد بن نُعمان، مُؤمنُ الطّاق، عُبَید بن زُراره، جَمیل بن دَرّاج، اَبان بن تَغلِب و هشام بن حکم، امامتِ موسی کاظم را پذیرفتند. از بزرگان شیعه، تنها عبدالله بن بُکَیر بن اَعیَن و عَمّار بن موسی ساباطی در حلقهٔ شیعیانش نبودند.

### نهاد وکالت
این نهاد که به‌نوشتهٔ مدرسی طباطبایی توسط موسی کاظم تأسیس شد، متشکل از زنجیرهٔ به‌هم‌پیوسته‌ای از همهٔ وکلای کاظم در سرتاسرِ حکومت اسلامیِ آن زمان بود که وظیفه داشتند وجوهِ شرعیِ شیعیان را از آنان دریافت دارند و برای امام‌شان ارسال کنند. این سیستم مالی که شیعیان را به‌طور سیستماتیک با یکدیگر در ارتباط قرار می‌داد، امکان بسیجِ نیرو را هم برای کاظم فراهم می‌کرد. به‌اعتقاد مدرسی، این امکان می‌توانست در گسترشِ این شایعه که کاظم همان «امامِ قائم» است و نیز در بیداری آرزوهای شیعیان برای تشکیل حکومتِ عدل تأثیر داشته باشد؛ به‌ویژه که کاظم در حضور خلیفه بی‌پروا عمل می‌کرد و عملاً حکومت را به چالش می‌کشید.
وکلای کاظم در این دوران در مصر، کوفه، بغداد، مدینه و جاهایی که از تعداد شیعیانِ بیشتری برخوردار بودند، مستقر بودند. این وکلا در هنگام درگذشتِ کاظم مبالغی از ده‌هزار تا هفتادهزار در اختیار داشتند که تحت عناوینی از جمله زَکات در اختیار داشتند. پس از کاظم، تشکیلاتِ وکالت گسترش بیشتری پیدا کرد و در دورانِ علی النَّقی به کمال خود رسید.

### مسئلهٔ جانشینی

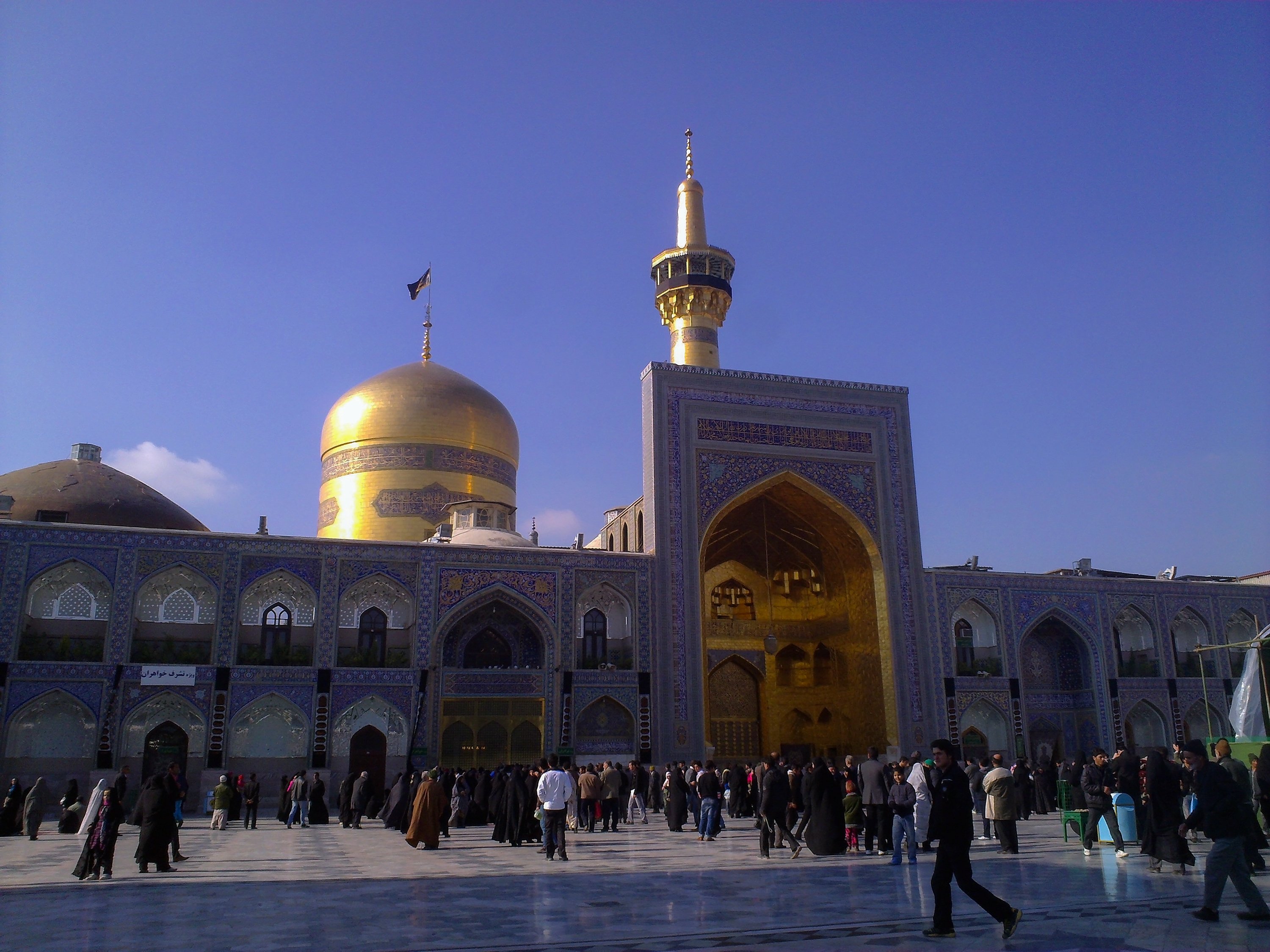
مقبره علی بن موسی الرضا (فرزند موسی کاظم) در مشهد-ایران

پس از درگذشت کاظم، گروهی از شیعیان معتقد شدند کاظم نمرده‌است بلکه در غیبت به‌سر می‌برد و به‌زودی به‌عنوان «قائم آل محمد» ظهور خواهد کرد و حکومتِ عدل الهی را برپا خواهد کرد. به‌نوشتهٔ مدرسی طباطبایی در آغاز که گفته می‌شد کاظم پس از هشت ماه ظهور خواهد، گروه زیادی پیروِ این نظر بودند؛ اما بعد از این مدت، عدهٔ کمی که بر این عقیده ماندند واقِفی نام گرفتند. به‌اعتقاد مدرسی طباطبایی، پیروان این فرقه تا اواسط سدهٔ ششم هجری قمری وجود داشته‌اند. آنان روایاتی را که به دو دورهٔ غیبت قائم آل محمد تأکید دارند، با دو دورهٔ زندانِ موسی کاظم تطبیق می‌دادند. بااین‌حال، اکثریت شیعیان به امامت پسرش علی بن موسی الرضا معتقد شدند. از امام هشتم تا امام دوازدهم — که اکثریتِ شیعیان مهدی موعود می‌دانند — انشعابِ مهم دیگری رخ نداده‌است. از میان فرقه‌هایی که از اکثریتِ دوازده‌امامی منشعب شده‌اند امروزه فقط اسماعیلیه و زیدیه باقی مانده‌اند.
به‌اعتقاد ایتان کلبرگ، فرقهٔ واقفیه ممکن است منشأ اقتصادی داشته باشد و نه فقط دینی. بدین دلیل که کاظم نمایندگان مختلفی در مناطق مختلف داشت که پس از درگذشتش نمی‌خواستند پولی را که به‌عنوان وکیلِ امام دریافت کرده بودند، به امامِ بعدی — یعنی رضا — انتقال دهند. ازاین‌رو ترجیح دادند کاظم را آخرین امام بدانند. مدرسی طباطبایی عامل اقتصادی را تنها عامل نمی‌داند و از شرایط جامعهٔ شیعه و شایعهٔ قائم بودنِ موسی کاظم — که دهان به دهان می‌گشت — به‌عنوان عاملی دیگر نام می‌برد که شیعیان باور نکنند موسی کاظم از دنیا رفته‌است. مدرسی پایه‌گذاریِ دستگاه وکالت از سوی کاظم را در گسترش این شایعه مؤثر می‌داند.
بااین‌وجود با گذشت زمان، و در اوایل سدهٔ سوم هجری قمری، بیشتر شیعیانْ علی بن موسی الرّضا را به‌عنوان جانشین کاظم پذیرفتند و از او به‌عنوان امام مفترض‌الطّاعه، اطاعت می‌کردند. راویان متعدد شیعی بر تعیین علی بن موسی الرّضا به‌عنوان امام هشتم از طرف پدرش موسی کاظم تصریح دارند. قُرَشی نام دوازده تن از آنان را به‌همراه روایت مربوط در شرح زندگی علی بن موسی الرّضا آورده‌است.

#### غالیان
در این میان بعضیی غُلات، مانند محمد بن بَشیر، بنیان‌گذار فرقهٔ بَشیریّه، ضمن اعتقاد به زنده بودنِ کاظم و غیبتش، به او جنبهٔ اُلوهیَّت می‌دادند و خودشان را به‌عنوان پیامبرش معرفی می‌کردند که انتظار برگشتش را می‌کشند.
مدرسی طباطبایی، تاریخچهٔ این اعتقادِ غالیانه را به زمان پیامبر اسلام و علی بن ابی طالب برمی‌گرداند که دربارهٔ درگذشت هردو، عده‌ای معتقد شدند که آنان نمرده‌اند؛ بلکه در غیبت به‌سر می‌برند و در زمان مناسب مراجعت خواهند کرد. دادن وجههٔ خدایی به امامان از زمانِ امام اول شیعیان شروع شد که گروهی او را خدا می‌دانستند و علی دستور داد آنان را بسوزانند. از زمان جعفر صادق، گروه دیگری از غلات پیدا شدند که به تقلید از فرقهٔ ازمیان‌رفتهٔ کَیْسانیّه، امامان را خدا نمی‌دانستند اما به آنان جنبه‌های فوق‌بشری می‌دادند؛ از جمله اینکه معتقد بودند امامان علم نامحدود و قدرتِ تصرف در کائنات دارند و خداوند، کارِ جهان را به آنان تفویض کرده‌است. بدین دلیل مُفَوِّضه نام گرفتند. هوادارانِ اَبُوالْخَطّاب، از غالیان فرقه خَطّابیّه، با طرفداری از محمد بن اسماعیل — به‌عنوان کسی که حقّ جانشینیِ اسماعیل، به او منتقل شده — در پدید آمدن مذهبِ اسماعیلیه — که اکنون بیست میلیون پیرو دارد — نقش داشته‌اند.

### کرامات
کرامات زیادی به کاظم نسبت داده‌اند. ابن الْجُوزی و ابن حَجَر هِیْتَمی نقل می‌کنند که شَقیق بلخی در سفر حجِّ سالِ ۱۴۹ ه‍.ق چندین بار خواست از کاظم پرسشی کند که هر بار کاظم با خواندن آیه‌ای، آنچه را در ذهنِ شقیق بود آشکار می‌کرد.
پیش‌بینی اختلافِ بین فرزندان هارون، که دینوَری آن را در اَخبارُ الطِّوال نقل کرده، از دیگر کرامات منتسب به کاظم است.
نقل شده که کاظم به زبان‌های مختلف سخن می‌گفته‌است. صحبت با پرندگان و حیوانات، از جمله یک شیر، از دیگر اتفاقاتِ معجزه‌گونهٔ زندگی کاظم بوده‌است. گفته می‌شود وقتی کاظم به یک درختِ بریده دست کشید، به‌بار نشست و میوه داد. از علی بن موسی الرّضا نیز روایت شده که کاظم در گهواره سخن گفته‌است.
دونالدسون به‌نقل از خُلاصَةُالْاَخبار آورده که اولین معجزه از بیست و سه معجزهٔ منسوب به کاظم، در مقابل ادعای امامتِ برادرش، عبدالله، صورت گرفته‌است. بر مبنای این گزارش، کاظم در حضور جمعیتی که آنان را فراخوانده بود، خواست کپه‌ای هیزم فراهم آورند و آن را آتش بزنند. سپس در حضور عده‌ای که عبدالله هم در آن بود، به آتش قدم گذاشت اما آسیبی به او نرسید. سپس از برادرش عبدالله خواست که اگر واقعاً امام است، به آتش پاگذارد. بر مبنای این روایت، عبدالله از این چالش سر باز زد و مجلس را ترک کرد.
بر اساس گزارش دیگری از خلاصةالاخبار، کاظم در یک مورد به زنی برخورد که به‌همراه بچه‌هایش گریه می‌کرد. وقتی علت را جویا شد فهمید ماده گاوی که از او امرار معاش می‌کرده‌اند به‌تازگی مرده‌است. بر طبق این گزارش، کاظم دو سجده به‌جای آورد، سپس با لمسِ گاو به او جان داده‌است.
از ماجرای سعایت از علی بن یقطین، به‌عنوان یکی دیگر از کرامات موسی کاظم یاد می‌کنند. علی بن یقطین که از وزرای هارون و از شیعیان کاظم بوده‌است، روزی لَبّادهٔ نفیسی از هارون به‌عنوان هدیه دریافت می‌دارد و آن را برای موسی کاظم می‌فرستد. هفت ماه بعد شخصی آن لباده را به‌همراه نامه‌ای از موسی کاظم برایش می‌آورد. محتوای نامه این بوده‌است: «یا علی! اینک وقتی است که تو به آن لباده نیاز داری!» در همین وقت خدمتکارِ هارون از راه می‌رسد و خبر می‌دهد خلیفه او را احضار کرده‌است. علی وقتی نزد خلیفه می‌رود مطلع می‌شود که شخصی با اطلاع از ارادتِ علی بن یقطین به کاظم و بخشش آن لباده به او، از او — علی بن یقطین — سعایت کرده‌است. علی که حالا آن لباده را در خانه دارد، موفق می‌شود از این اتهام جان سالم به‌در ببرد.

## همسران و فرزندان

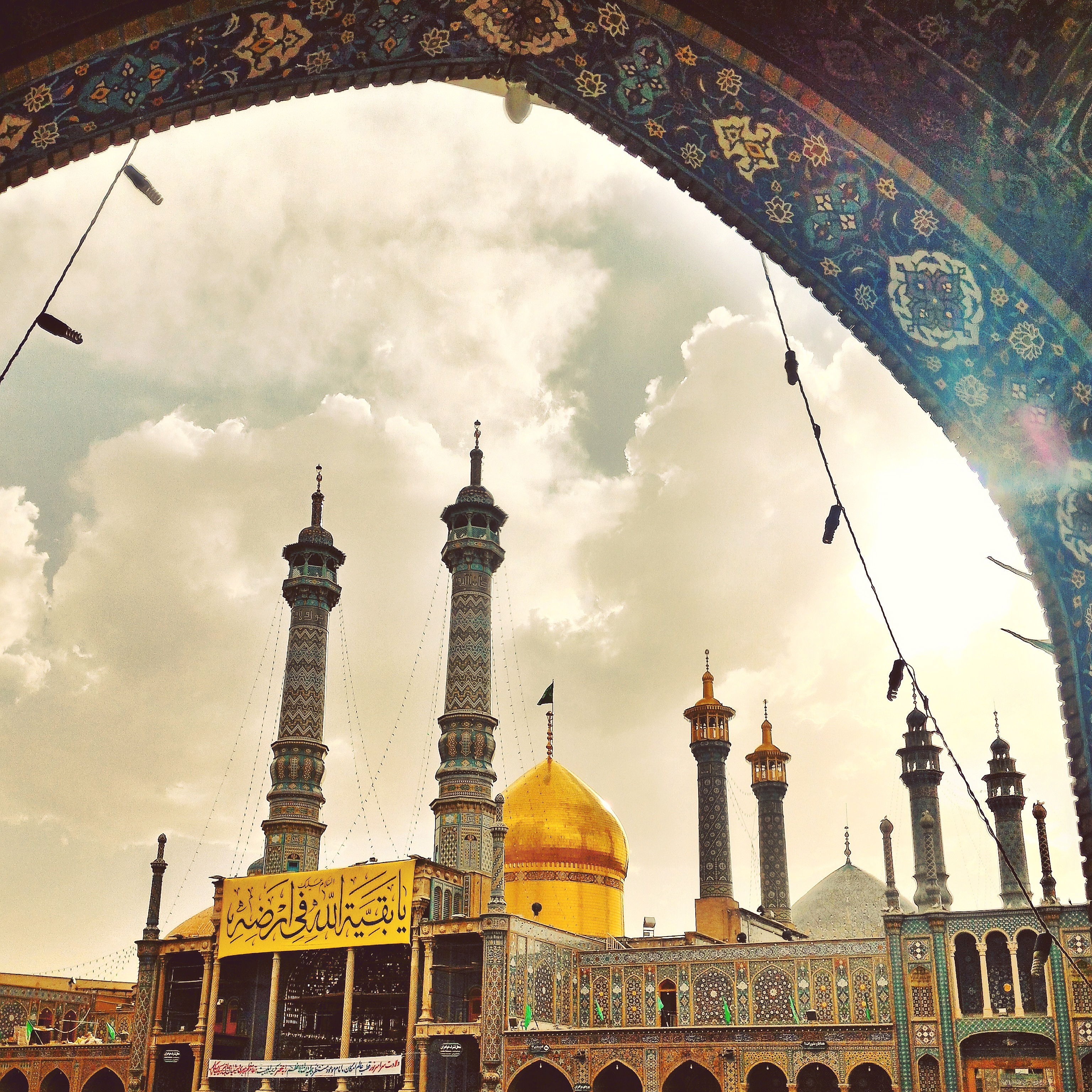
مقبرهٔ فاطمه معصومه، فرزند موسی کاظم در قم، ایران

از میان همسران موسی کاظم، از نَجمه و «اُمِّ احمد» اسم برده شده‌است. از نجمه خاتون به‌عنوان مادرِ علی بن موسی الرّضا و فاطمه معصومه نام می‌برند. به‌نوشتهٔ قرشی، بسیاری از مورخان نام او را «تُکتَم» می‌دانند اما نام‌های «خَیزُران»، «اَروا» و «اُمُّ‌الْبَنین» هم برای او ذکر شده‌است. به‌نوشتهٔ دانشنامهٔ جهان اسلام، ظاهراً پس از تولد رضا، به طاهره و ام‌البنین تغییر نام یافته‌است. هرچند بنا بر عیون اخبار الرّضا و اِعْلامُ الْوَریٰ، ام‌البنین را کنیه‌اش می‌دانند. ام احمد مادرِ احمد بن موسی و محمد بوده‌است.
دونالدسون تعدادِ فرزندانِ موسی را هجده پسر و بیست و سه دختر می‌داند به‌نوشتهٔ ایتان کلبرگ، تعداد فرزندان کاظم در منابع مختلف، میان ۳۳ و ۶۰ فرزند ثبت شده‌است. روایت‌هایی که کلبرگ به آن‌ها استناد جسته، ۱۸ یا ۱۹ پسر و ۲۳ دختر را گزارش کرده‌اند. بر طبق یکی از این گزارش‌ها، کاظم به دلیلی نامعلوم، دخترانش را از ازدواج منع کرده‌است و ظاهراً همه جز ام‌سلمه — که در مصر ازدواج کرده — مجرد مانده‌اند. از دیگر فرزندان موسی کاظم می‌توان ابراهیم اصغر را نام برد که مادرش زنی حبشی به‌نام ناجیه بود؛ و حمزه که از برده‌ای به‌نام ام احمد به‌دنیا آمد. عباس، قاسم، اسماعیل، جعفر، هارون، حسن، عبدالله عَوْکَلانی، اسحاق، عبیدالله، زید، فضل، حسن، حسین، سلیمان و بی‌بی حکیمه از جمله دیگر فرزندان کاظم بودند که مادران اغلبِ آنان کنیز بودند. گفته می‌شود هفتاد درصد ساداتِ ایران، سادات موسوی هستند که از نسل کاظم باقی مانده‌اند.

## ویژگی‌های ظاهری و اخلاقی
کاظم پول‌هایی در بین اهل مدینه توزیع می‌کرد با اینکه خودش وضعیتِ بهتری از آن‌ها نداشت. از او فتوایی به این مضمون نقل شده‌است که شیعیانش می‌توانند به حکومت هارون ملحق شوند به شرطی که از طریق آن بتوانند به مردم خوبی کنند و می‌گفت: «کفارهٔ کار با حاکم، نشان دادنِ خوبی به مردم است.» نمونهٔ چنین افرادی حاکم ری بود که کاظم دربارهٔ کمک به فردِ مقروضی با او مکاتبه کرده بود. از ابن عِنَبه نقل شده‌است که نزدِ کاظم کیسه‌هایی از زر بود که به هر چشم‌دارنده به احسانش می‌بخشید، به‌گونه‌ای‌که کیسه‌هایِ زرِ او ضرب‌المثل شده بود. ابن خلکان از قولِ خطیب بغدادی نقل کرده‌است که «وقتی به وی اطلاع می‌دادند فردی درصدد اذیت اوست، کیسهٔ زری که حاوی هزار دینار بود برایش می‌فرستاد.» به‌نوشتهٔ رسول جعفریان، مورخ شیعه، زندان‌بانانِ کاظم متأثر از زُهد و عبادتِ کاظم، از نگهداریَش در شرایط سخت خودداری می‌کردند. بر مبنای نقلی از الفصوص المهمه، حاکمِ بصره با مشاهدهٔ احوال کاظم، از دستور هارون — مبنی بر قتل کاظم — سرپیچی کرد.

## موقعیت علمی و روایی

### مبحث توحید
مبحث توحید و صفاتِ خدا از جمله مسائلی است که از جانب کاظم مورد توجه قرار گرفته‌است. به‌ویژه در زمانه‌ای که دو گروه مُعتَزِله و اهل حدیث در پرداختن به صفاتِ خدا، راه افراط و تفریط را در پیش گرفته بودند. معتزله در توجیه عقلیِ صفات خدا تا آنجا پیش رفتند که گاهی صفاتِ متضاد به خدا نسبت می‌دادند یا صفاتی را که در قرآن به آن تصریح شده بود، از خداوند سلب می‌کردند. در مقابل، کاظم به شیعیانش تأکید داشت دربارهٔ توحید از آنچه خداوند در کتابش آورده پا فراتر نگذارند بدین دلیل که «خداوند بالاتر و بزرگ‌تر از آن است که کسی بتواند به حقیقتِ صفتِ او برسد». او خودش در مقام توصیفِ خداوند از مضامین قرآنی کمک می‌گرفت. در مقابلِ معتزله، اهل حدیث قرار داشتند که با تَشَبُّث به ظاهرِ آیات قرآن، صفات انسانی برای خدا می‌تراشیدند، مثلاً اعتقاد داشتند خداوند به آسمانِ دنیا نزول می‌کند. کاظم در مقابلِ این گروه هم موضع گرفت و تأکید داشت برایِ خداوند دور و نزدیک به یک گونه است، برای همین نیازی به نزول به آسمانِ دنیا ندارد. اما احادیثِ جعلی فراوانی که در موضوعات مختلف — از جمله تشبیه وجود داشت — کار را برای کاظم دشوار می‌کرد. کاظم برای نفیِ حرکتِ خداوند، حرکت را مستلزمِ نقص می‌دانست و استدلال می‌کرد: «هر متحرکی نیاز به محرک دارد تا او را به حرکت درآورده یا به کمک آن به حرکت درآید» و تأکید داشت «از صفاتی که خدا را به نقص و زیادت، تحریک و تحرّک، انتقال و فرودآمدن، برخاستن و نشستن محدود سازد، بپرهیزید.»

### جبر و اختیار
جبر و اختیار یکی دیگر از مسائلی بود که اهل حدیث و معتزله را در مقابل هم قرار می‌داد. به‌اعتقاد معتزله، معاویه، خلیفهٔ اموی، عقیده‌های جبری را برای توجیه اشتباهات خود و جلوگیری از اعتراضِ مردم شایع کرده بود. در مقابل، اهل حدیث برای اثباتِ عقیدهٔ جبریِ خود به برخی از آیات و روایات تمسک می‌کردند. در همین زمینه از کاظم دربارهٔ این حدیث از پیامبر پرسیده شد که می‌گوید: «انسان شَقیّ، زمانی که در شکم مادر است شقی است و انسان سعادتمند، نیز از زمانی که در شکم مادر می‌باشد، چنین است.» کاظم در پاسخ گفت: «انسان شقی کسی است که، وقتی در شکم مادر است، خداوند می‌داند که او کردارِ اشقیا را دارد و سعید کسی است که وقتی در شکم مادر است، خداوند می‌داند او کردارِ سعادتمندان و نیک‌بختان را دارد.»

#### پرسش و پاسخ با ابوحنیفه
محمدباقر مجلسی، محدث شیعه، از ماجرایی روایت می‌کند که در آن ابوحَنیفه به دیدار جعفر صادق آمد تا از او دربارهٔ مسئلهٔ جبر و اختیار بپرسد که با پسرش موسی کاظم که در آن زمان پنج سال داشت مواجه شد. بنابر این روایت، ابوحنیفه پرسش خویش را از موسی کاظم کرد. پرسش این بود که «آیا گناه از جانب خداوند است یا از جانب بندگانش؟» جواب موسی این بود که: «یا از طرف خداست و بنده هیچ نقشی در آن ندارد که در آن‌صورت خداوند بنده را به‌خاطر چیزی که در آن نقشی نداشته تنبیه نمی‌کند. یا از طرف خداوند و هم از طرف بنده است که در آن صورت خداوند شریکِ قوی‌تر است و شریکِ قوی‌تر حق ندارد ضعیف‌تر را به‌خاطر گناهی که هر دو در آن نقش داشته‌اند تنبیه کند. یا از طرف بنده است و خدا در آن نقشی ندارد که در آن‌صورت اگر خدا بخواهد بنده را می‌بخشد و اگر نخواهد تنبیه می‌کند…» بر طبق این گزارش، ابوحنیفه با شنیدن این پاسخ، اظهار داشت که این پاسخ برایش کافی بوده‌است و خانه جعفر صادق را ترک کرد.

### مناظرات
مناظرات زیادی از کاظم باقی مانده‌است که برخی از آن‌ها به دوران کودکی او برمی‌گردد. از جمله اینکه ابوحنیفه از موسی کاظم نزد جعفر صادق ایراد گرفت زیرا موسی در جایی نماز می‌خواند که مردم از جلویش رد می‌شدند و او آنان را از این کار منع نمی‌کرد. بر طبق این روایت، پاسخ موسی به این شکایت این بود که کسی که او برایش نماز می‌خواند از مردمی که از جلویش رد می‌شوند، به او نزدیک‌تر است؛ و به این آیهٔ قرآن استناد جُست که «ما از رگ گردن به او نزدیک‌تریم.»

#### مناظره با هارون
بنابر گزارش ابن خلکان، وقتی هارون و موسی کاظم با یکدیگر در مدینه مقابل مقبرهٔ پیامبر ایستاده بودند، هارون برای نشان‌دادن نسبتِ خانوادگیَش با پیامبر، هنگام سلام دادن او را «پسر عَمّ» خطاب کرد. در مقابل، موسی کاظم پیامبر را «پدر» خطاب کرد. هارون که از این حرف عصبانی شده بود آن را خودستایی نامید. بعدها در بغداد فرصت پیدا کرد تا موسی کاظم را بیشتر به چالش بکشد و بپرسد چرا به مردم اجازه می‌دهد او را «یا بنَ رسول‌الله» (ای پسر رسول خدا) خطاب کنند، در حالی‌که او به‌واقع فرزند علی بن ابی‌طالب است؛ و اینکه از طریق مادرش فاطمه زهرا نمی‌تواند به پیامبر نسبت پیدا کند. موسی کاظم برای اثباتِ نسبتِ خود به پیامبر پرسید: «آیا اگر پیغمبر زنده می‌شد و دخترت را از تو خواستگاری می‌کرد، قبول می‌کردی؟» وقتی جوابِ مثبتِ هارون را شنید پاسخ داد: «اما پیغمبر چنین درخواستی از من نمی‌کرد» بدین دلیل که دخترِ کاظم به پیامبر مَحرَم بوده‌است. موسی کاظم همچنین از قرآن دلیل آورد که: «... و فرزندانش داوود، سلیمان، ایوب، یوسف، موسی و هارون را هدایت نمودیم، و نیکوکاران را چنین پاداش می‌دهیم؛ و زکریا و یحیی و عیسی و الیاس همگی از نیکوکارانند.» سپس با اسم بردن از عیسی که پدر نداشت ولی طبق این آیه از طریق مادرش، مریم، به اولادِ پیامبران نسبت داده شده بود، نسبت خودش به پیامبر اسلام را از طریق فاطمه اثبات کرد. به‌عنوان دلیلی دیگر، موسی کاظم آیهٔ مُباهِله را پیش کشید و اظهار داشت هیچ‌کس ادعا نکرده‌است که در این آیه پیامبر اشخاص دیگری جز علی، فاطمه، حسن و حسین را زیر عبایش قرار داد. پس منظور از «اَبناءَنا» در این آیه حسن و حسین هستند که از طریق فاطمه به پیامبر نسبت داده شده‌اند.

#### مناظره با راهب
بر مبنای روایتی که قرشی آن را نقل کرده‌است، موسی کاظم در پاسخ به تمجیدِ عباس بن هِلال شامی از لباس خشن و غذای ساده، یوسفِ نبی را مثال زد که پیامبر بود اما لباس ابریشمیِ زرآذین می‌پوشید، و روی تخت‌های فراعنه می‌نشست. استدلال کاظم این بود که مردم به لباس‌های یوسف احتیاجی نداشتند، اما تشنهٔ عدالتش بودند و به همین نسبت، امام باید منصف و عادل باشد وگرنه خداوند خوردن نوعِ خاصی از غذا یا پوشیدن نوع خاصی از لباس را که از راه حلال به‌دست آمده باشد ممنوع نکرده‌است؛ و در اثبات حرفش این آیه از قرآن را آورد که: «بگو چه کسی زینت‌های خدا را که برای بندگان خود آفریده حرام کرده و از صرفِ رزق حلال و پاکیزه منع کرده؟»
موسی کاظم همچنین برای تقریبِ ذهنیِ راهبی مسیحی که از او دربارهٔ درختِ طوبی پرسید که چطور می‌شود ریشه‌اش در خانهٔ رسول باشد و شاخه‌هایش در خانهٔ همهٔ مؤمنان، خورشید را مثال زد که مکانش در آسمان است اما نورش به همه جا می‌رسد. همچنین برای تقریبِ ذهنیِ او که پرسیده بود چطور غذا در بهشت کم نمی‌آید درحالی‌که همه از آن می‌خورند، شعله‌ای را مثال زد که همه از آن آتش می‌گیرند اما چیزی از آن کم نمی‌شود. نیز در مقابل این پرسش که «چرا ساکنان بهشت قضای حاجت نمی‌کنند درحالی‌که می‌خورند و می‌آشامند؟»، پاسخ داد «درست شبیهِ جنین در رَحِم مادرش.»

### اصحاب و شاگردان
تعداد اصحاب موسی کاظم بیش از ۴۰۰ نفر عنوان شده‌است که همهٔ آنان از اصحابِ صَدیقِ او نبودند. رجالِ احمد بن خالد برقی این تعداد را صد و شصت نفر می‌داند که از نظر قرشی، این عدد درست نیست. قرشی ضمن برشمردن نام ۳۲۰ تن از این اصحاب و ارائهٔ شرح مختصری بر هر یک از آنان، معتقد است بیشتر شاگردانِ جعفر صادق پس از درگذشتش به حوزهٔ درس موسی کاظم پیوستند و شاید منظور برقی از عدد ۱۶۰، تعداد اصحاب برجستهٔ کاظم باشد. از عبدُالرَّحمٰن بن حَجّاج، عبدالله بن یحیی، علی بن یقطین، هشام بن حکم، یونس بن عبدالرحمن، عبدالله بن مغیره، عبدالله بن جُندَب، حسن بن محبوب، صفوان بن یحیی و ابوبصیر اسدی به‌عنوان اصحابِ خاصِّ کاظم یاد می‌کنند.

### آثار
مُسنَدِ موسی کاظم، حاوی احادیثی است که محمد بن عبدالله شافعی بَزّاز، عالم سنی از کاظم جمع‌آوری کرده‌است. در میان آثارِ شیعی چندین دعا از کاظم و نیز پاسخ‌های کاظم به پرسش‌های فقهیِ شیعیان از جمله پرسش‌های برادرش علی بن جعفر باقی مانده‌است. نیز از یک وصیت خطاب به هشام بن حکم یاد می‌کنند که نسخه‌های کوتاه و بلند آن در آثار شیعی مانند الکافی باقی مانده‌است. نیز از رساله‌ای نام می‌برند که دربارهٔ عقل از او روایت شده‌است و مُلّاصَدرا شرحی بر آن نوشته‌است. رسالهٔ دیگری در یگانگیِ خداوند نوشته شده که درواقع پاسخ کاظم به پرسشِ یکی از اصحابش، فتح بن عبدالله، بوده‌است.

## دیدگاه‌ها

### اهل سنت
اهل سنت از کاظم به‌عنوان مُحدِّثی مورد اعتماد یاد می‌کنند، هرچند اعتقاد دارند احادیثِ اندکی از او باقی مانده‌است.
به‌نوشتهٔ ابن حجر هیتمی، کاظم پرستنده‌ترین، بخشنده‌ترین و سخی‌ترین فرد روزگار خود بود که در میان مردم عراق به‌عنوان «بابُ‌الْحَوائِج» شناخته می‌شد. به‌نوشته شَبْلَنْجی، او را کاظم می‌نامند به‌خاطر مهربانیِ بی‌حد و بخششی که نسبت به دشمنانش روا می‌داشته‌است. به‌نوشتهٔ خطیب بغدادی وقتی از کیسه‌های زرِ کاظم به درِ خانهٔ کسی می‌رسید، دیگری احتیاجی به کسی نداشت. ابن عماد حنبلی در کتابِ شَذَراتُ الذَّهَب کاظم را از «صالحان، عابدان، سخاوتمندان و بردباران» دانسته و او را با عنوان «شخصیّتی بس بزرگ» تحسین کرده‌است. در همان کتاب از قولِ ابوحاتم، کاظم را «مورد وثوق و امامی از ائمهٔ مسلمین» توصیف کرده‌است. ذهبی او را از سخاوتمندان، حُکَما و از بندگان پرهیزکار می‌داند. هارون دربارهٔ او به ربیع گفت: «این مرد از راهبان بنی‌هاشم است.» ربیع پرسید پس چرا او را زندانی کرده‌ای. پاسخ هارون ظاهراً این بوده‌است که چاره‌ای جز آن نداشته‌است. به‌نقل از یَنابیعُ الْمَوَدَّة، هارون با وجود دشمنی با کاظم احترام بسیاری برایش قائل بود. وقتی پسرش مأمون علتِ این احترام را پرسید، هارون کاظم را امام و حُجَّتِ خداوند بر بندگانش در زمین نامید. بااین‌وجود هارون به پسرش تأکید کرد که خلافت را به موسی کاظم نخواهد داد: «به خدا سوگند که اگر تو خودت قصد کنی خلافت را از من بستانی، آن را از تو پس خواهم گرفت، اگرچه این کار به قیمت درآوردن چشمانت تمام شود. هارون به مأمون توصیه می‌کند که اگر به دنبالِ دانشِ واقعی است آن را از کاظم بگیرد چون او میراث‌دارِ دانشِ انبیاست. سال‌ها بعد وقتی مأمون خودش خلافت را به‌دست‌آورد، اصرار داشت تا آن را به پسر موسی کاظم، یعنی علی بن موسی الرّضا بسپارد؛ با این استدلال که شخصی را بر روی زمین داناتر از او نمی‌شناسد.

### شیعه
شیخ مفید، عالم شیعی، کاظم را «پرستنده‌ترین و سخی‌ترینِ» زمانِ خود می‌دانست. شیخ طبرسی او را به‌عنوانِ حافظ‌ترین مردم نسبت به کتاب خدا توصیف کرده و نقل کرده‌است که مردم مدینه، او را «زینتِ کوشندگان در عبادت خدا» می‌دانستند. از ابن اَبِی‌الْحَدید نقل شده‌است که فقاهت، دیانت، عبادت، بردباری و شکیبایی، همه در کاظم جمع بوده‌است. یعقوبی، مورخ شیعی، او را عابدترین مردمِ زمان خود می‌دانست. به‌نقل از وَفَیاتُ الْاَعْیان آمده‌است وقتی هارون او را به زندان افکند، خدا را شکر کرد که همیشه می‌خواسته فراغتی برای عبادت داشته باشد و خداوند حالا این فرصت را در اختیار او قرار داده‌است. نقل شده‌است که روزی هارون در جایی مرتفع از قصرش مُشرِف بر زندان ایستاده بود، از ربیع پرسید «آن جامه چیست که هر روز روی زمین بی‌حرکت افتاده‌است؟» ربیع پاسخ داد آن جامه نیست؛ موسی بن جعفر است که از طلوع آفتاب تا ظهر سر از سجده برنمی‌دارد. از جعفر صادق دربارهٔ فرزندش کاظم روایت شده‌است که او «علم حکمت را می‌داند، کریم است و دانای هر چیزی است که مردم در امور دین‌شان به آن نیازمندند.» وقتی از او دربارهٔ میزان علاقه‌اش به کاظم پرسش شد، پاسخ داد «دوست داشتم جز موسی فرزندی نداشتم تا هیچ شریکی در دوستیِ من نسبت به او وجود نداشت.»

### صوفیه
بنابر گزارش طبری، شقیق بلخی، از عارفانِ نامدار، هنگامی‌که کاظم را در سال ۱۴۹ ه‍.ق در قادِسیّه ملاقات کرد — اعتقاد پیدا کرد که او از اَبدال و وَلیُ‌الله است. از صوفیان، معروفِ بلخی و بُشر بن حارث اعتقاد مشابهی به کاظم پیدا کردند. بر طبق روایتی که قرشی نقل کرده‌است، بُشر زندگی خود را به عیش و نوش و می‌گساری می‌گذراند. روزی هنگام عیش و طرب، موسی کاظم از جلوی خانه‌اش گذشت. کاظم خدمتکاری بیرون خانه دید و از او پرسید صاحبِ این خانه بنده است یا آزاد؟ وقتی جواب شنید که آزاد است پاسخ داد «راست می‌گویی، اگر بنده بود از خدایش می‌ترسید!» بر طبق این روایت وقتی خدمتکار این حرف را به بشر منتقل کرد، بشر پابرهنه به سمت در دوید و چون کاظم را نیافت به دنبالش دوید تا پیدایش کرد. ظاهراً از آن هنگام بشر دیگر کفش نپوشید چون اعتقاد داشت درحالی‌که پابرهنه بوده هدایت یافته‌است. بدین دلیل «بُشرِ حافی» (بشر پابرهنه) لقب گرفت.

## سال‌شمار
سال میلادی
سال میلادی
توضیحات
- مقیاس نمودار در ردیف نخست با مقیاس ردیف دوم (مرتبط با حجت بن الحسن) یکسان نیست.